# Nashi-Birne
Die Nashi-Birne (Pyrus pyrifolia, japanisch 山梨 yama nashi oder in Katakana ヤマナシ ‚Bergbirne, Gebirgsbirne‘, kurz 梨 nashi bzw. ナシ ‚Birne‘) ist eine Pflanzenart aus der Gattung der Birnen (Pyrus). Die Pflanzenart und ihre essbaren Obst-Früchte werden oft auch als Asiatische Birne, Chinesische Birne, Japanische Birne, Koreanische Birne, Kumoi oder – wegen ihrer Form und des Geschmacks – als Apfel-Birne, Bapfel bzw. Birpfel bezeichnet. Die Bezeichnung Nashi-Birne ist ein Pleonasmus, denn nashi ist das japanische Wort für Birne.

## Beschreibung

### Vegetative Merkmale
Pyrus pyrifolia wächst als Baum und erreicht Wuchshöhen von 7 bis 15 Meter. Die Rinde der Zweige ist purpur-braun und die Borke ist dunkelbraun. Die schmal eiförmigen Knospen besitzen Knospenschuppen, die am Rand und auf der Spitze wollig behaart sind.
Die Laubblätter sind in Blattstiel und Blattspreite gegliedert. Der Blattstiel ist 3 bis 4,5 cm lang und anfangs wollig behaart. Die Blattspreite weist eine Länge von 7 bis 12 cm und eine Breite von 4 bis 6,5 cm auf. Die Blattoberfläche ist anfangs braun wollig behaart, später glatt. Der Blattrand ist spitz gesägt. Die häutigen Nebenblätter sind 1 bis 1,5 cm lang.

### Blütenstände und Blüten
Die doldenförmig wirkenden, traubigen Blütenstände enthalten sechs bis neun Blüten. Die linealen Tragblätter sind häutig und 1 bis 1,4 cm lang. Der anfangs spärlich flaumig behaarte Blütenstiel ist 3,5 bis 5 cm lang. Die zwittrigen, radiärsymmetrischen, fünfzähligen Blüten weisen einen Durchmesser von 2,5 bis 3,5 cm auf. Der Blütenbecher (Hypanthium) ist becherförmig. Die fünf dreieckig-eiförmigen Kelchblätter sind etwa 5 mm lang. Die fünf weißen Kronblätter sind eiförmig, 1,5 bis 1,7 cm lang und kurz genagelt. Die 20 Staubblätter sind etwa halb so lang wie die Kronblätter. Der fünf- oder vierfächerige Fruchtknoten enthält zwei Samenanlagen je Fach. Die fünf, selten vier Griffel sind glatt und fast gleich lang wie die Staubblätter.
Die Blütezeit beginnt Anfang April und dauert bis Anfang Mai an. Für eine optimale Bestäubung werden andere Birnen- oder Nashisorten in der Umgebung benötigt.
An Chromosomenzahlen wurden 2n = 34, 51 ermittelt.

### Früchte
Die nahezu kugelförmigen Früchte weisen einen Durchmesser von 7 bis 9 cm (bei Naturformen, Kultursorten sind größer) auf und besitzen eine dünne Schale, die je nach Sorte glatt oder rau ist. Ihre Grundfarbe ist durchgehend hellgelb, kurz vor der Ernte stellen sich Sonnenbäckchen ein. Das Fruchtfleisch ist sehr saftig und hat ein süß-säuerliches Aroma, das an Apfel, Birne und Melone erinnert. Die Früchte enthalten Vitamin C, Kalium, Calcium und Phosphor.
Nashi-Früchte sind ab August oder Anfang September etwa drei Wochen lang pflückreif. Dabei ist die Bestimmung des Erntezeitpunktes nicht einfach, da die Früchte zunächst hart sind, und dann plötzlich weich und saftig werden. Beim Ernten zum optimalen Zeitpunkt sind die Früchte bis Ende Januar lagerfähig.
Nashis können direkt roh und pur gegessen werden, die Schale ist ebenfalls essbar, nur das Kerngehäuse muss entfernt werden. Daneben eignen sich die Birnen auch zur Zubereitung von Marmelade oder Süßspeisen wie Kompott und Kuchen. Außerdem passen sie – wie heimische Birnen – zu Käse und Schinken, Wildgerichten und pikanten (Winter-)Salaten.

## Vorkommen

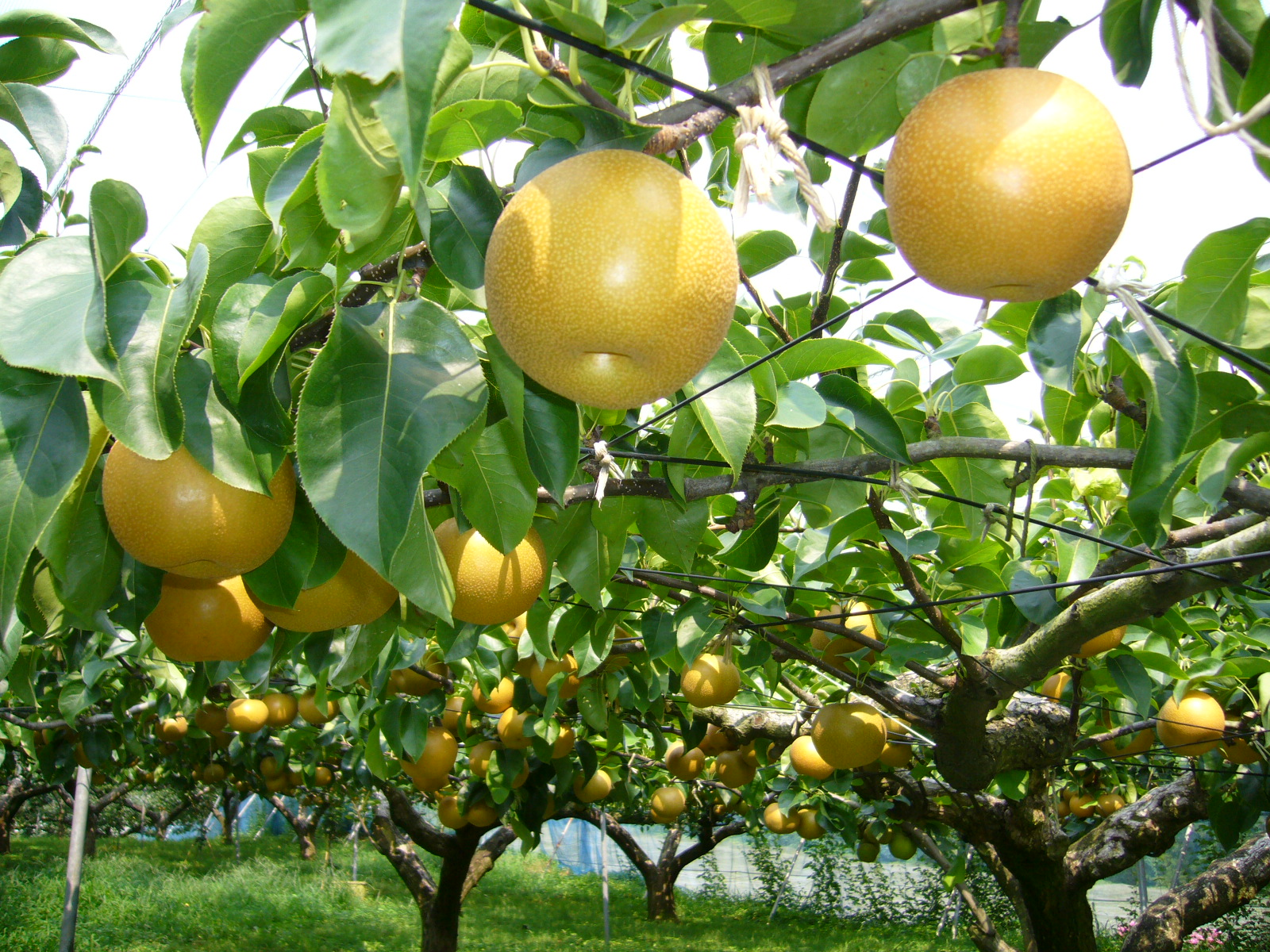
Obstplantage in Katori, Japan 2007

Ursprünglich stammt die Nashi-Birne aus China. In ihrer Heimat ist die Birne als Shali – chinesisch 沙梨, Pinyin shālí, Jyutping saa1lei4 – „Sandbirne“ – bzw. Shuili – 水梨,  shuǐlí, Jyutping seoi2lei4 – „Wasserbirne“ – bekannt. Heute ist sie jedoch in ganz Ostasien und in Japan weit verbreitet.
Seit einigen Jahren wird sie auch in Chile, Frankreich, Deutschland und Italien sowie den USA angebaut. Auch in Australien und Neuseeland wird sie gezüchtet. In Deutschland ist sie seit den 1960er-Jahren erhältlich.

## Anbau
Die Nashi-Birne stellt ähnliche Standortansprüche wie die Kultur-Birne und ist daher in Mitteleuropa gut zu kultivieren. Auf einem humusreichen, tiefgründigen Boden in sonniger Lage können hohe Fruchterträge erwartet werden. Sie ist weitgehend immun gegen den Birnengitterrost, jedoch genauso anfällig für Feuerbrand und Birnenverfall wie die Kultur-Birne.

## Sorten
Aufgrund des groß angelegten Anbaus in Japan existieren dort viele verschiedene Sorten. Über 1200 Nashi-Sorten sind allein in Japan bekannt.

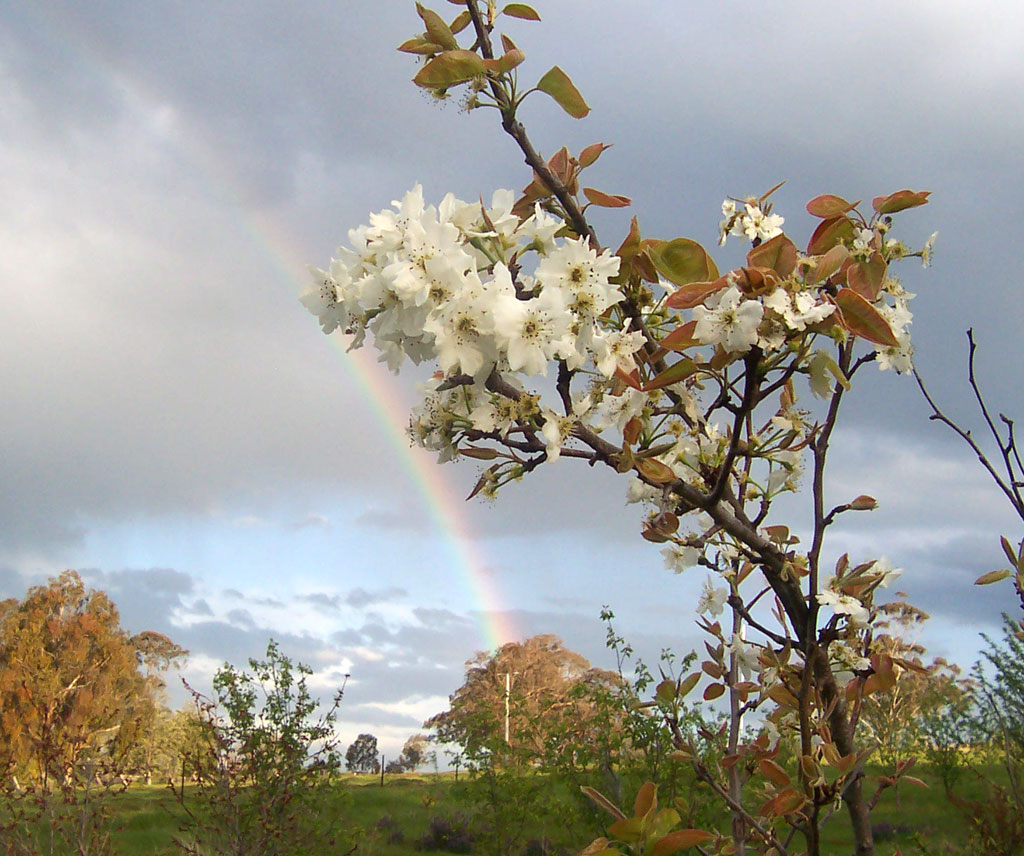
Blühender Nashi-Obstbaum, 2006

Die Gesamtanbaufläche betrug 2005 dort 13752,9 ha, wobei die am häufigsten angebauten Sorten folgende sind: Kōsui (幸水) mit 5383,5 ha (39,1 %), Hōsui (豊水) mit 3663,2 ha (26,6 %), Nijisseiki (二十世紀) mit 1591,1 ha (11,6 %) und Niitaka (新高) mit 1305,1 ha (9,5 %).
Die Endung der Sorten-Bezeichnungen deuten jeweils auf eine glatte (-seiki, dt. „Jahrhundert“) oder eine raue (-sui, dt. „Wasser“) Schale der Frucht hin.
In Deutschland werden folgende Sorten angebaut:
- 'Nijisseiki': gelbgrüne Früchte, Fruchtreife Mitte September, Vorteil: selbstfruchtbar
- 'Hosui': bronzefarbige, apfelförmige Früchte
- 'Kosui': große, gelbbraune bis bronzefarbene Früchte
- 'Shinseiki': glattschalige, hellgelbe Früchte
- 'Benita': große, gelbe, aromatische Früchte (s. u.)[10]

## Kreuzungen

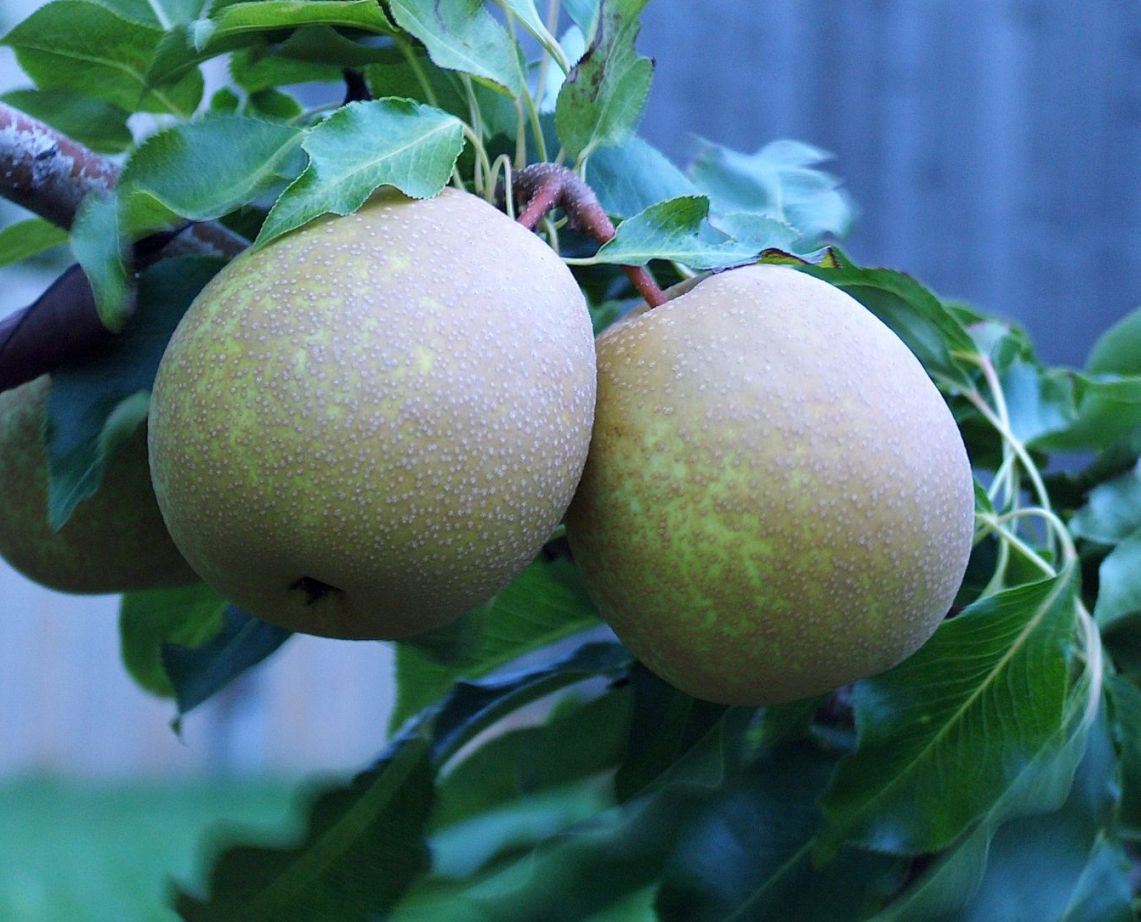
Kreuzung 'Benita', 2005

- 'Benita'[11] ist eine Kreuzung aus der Nashi-Birne (Pyrus pyrifolia) der Sorte Hosui[12] und der Kultur-Birnen-Sorte (Pyrus communis) Général Leclerc[13] (einer europäischen Birnen-Sorte), die dem Schweizer Peter Hauenstein im Jahr 1985 gelang. Diese Birne vereint die Vorteile beider Elternsorten, so ist sie sehr saftig und dennoch knackig. Sie kann direkt vom Baum gegessen, aber dennoch nach der Ernte bis zu drei Wochen gelagert werden.